# V칩
V칩 (V-chip)은 미국, 캐나다, 브라질에서 텔레비전 방송마다 매겨진 등급에 따라 시청을 제한하는 기능을 해 주는 텔레비전 수상기의 기능이다.
이 기능은 부모들이 자녀들이 폭력적이거나 성적인 텔레비전 프로그램을 시청하지 못하도록 하자려는 의도로 만들어졌다. 미국에서는 2000년 1월 1일부터 13인치 이상 텔레비전에 의무적으로 이 기능이 들어가도록 강제하고 있다.
프로그램의 등급정보는 아날로그 텔레비전의 경우 21번째 라인의 귀선구간(VBI)에 XDS 규약을 사용해서, 디지털 텔레비전의 경우에는 PSIP정보의 일부로 전송이 되며, 이 정보를 V칩이 감지해 시청을 규제하도록 되어 있다.
이 V칩은 보통 4자리 숫자로 이루어진 암호를 이용해 시청제한 설정을 바꿀 수 있게 되어 있어서, 텔레비전 사용자 설명서를 읽을 줄 아는 아이들은 쉽게 암호를 기본 암호로 바꿀 수 있다.
V칩 기술은 사이먼 프레이저 대학의 팀 컬링스이 개발하였다. 이름의 V는 영어로 폭력을 뜻하는 violence를 뜻하는 것으로 보통 알고 있으나, 몇몇은 독일어로 "금지된"이란 뜻의 verboten에서 온 것이라 주장한다. 하지만 V칩을 개발한 팀 컬링스는 인터뷰를 통해서 "시청 제한"(view control)이란 뜻을 염두에 두고 나온 것이라고 밝혔다.

## 같이 보기
- 아날로그 텔레비전
- 검열
- 자녀 보호